# American Ballet Theatre

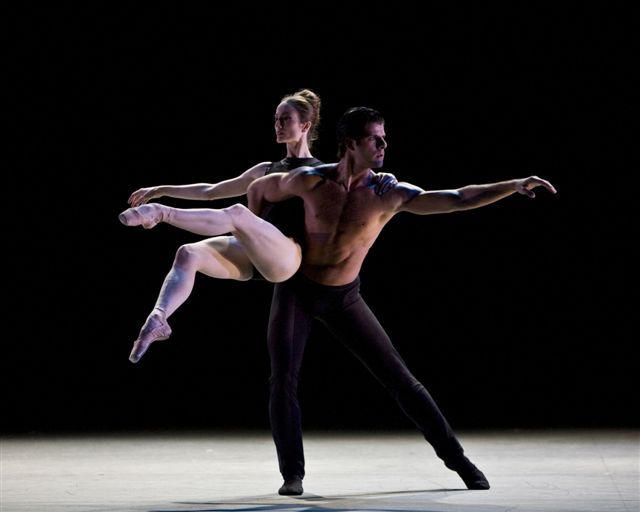
Exibição do ABT, com o brasileiro Marcelo Gomes e a americana Julie Kent.

American Ballet Theatre (ABT) é uma das mais importantes companhias de balé do mundo, posição que conquistou durante o século XX e continua a exercer nos dias de hoje.
Baseada em Nova York, a companhia tem três níveis de bailarinos, em escala ascendente: o corpo de baile, solista e principal. Fundada em 1937 como Mordkin Ballet e reorganizada nos 1940 com o nome de Ballet Theatre, durante 40 anos foi dirigido pela bailarina e atriz Lucia Chase. Em 1956 foi renomeado com o nome atual.
A ABT realiza suas exibições na Metropolitan Opera House, situada no Lincoln Center, em Nova York. Em 1960, foi a primeira companhia de balé estrangeira e se exibir na União Soviética. Além disso, ela já se exibiu em 42 países e faz turnês anuais pelos Estados Unidos, quando chega a ser vista por cerca de 600 mil pessoas. Entre alguns dos famosos bailarinos que já a integraram estão Mikhail Baryshnikov (que a dirigiu entre 1980 e 1989), Alicia Alonso, Fernando Bujones e Alexander Godunov, entre outros.
A companhia tem um departamento juvenil conhecido como ABT II, composta por jovens bailarinos (entre 16-20 anos) selecionados em todo o mundo. Estes dançarinos tem um programa de treinamento de um ou dois anos e depois são aproveitados no corpo principal de balé ou em outras companhias profissionais de dança.
Entre seus principais bailarinos, o ABT conta com a presença do brasileiro Marcelo Gomes, nascido em Manaus e criado no Rio de Janeiro - onde cursou o balé de Dalal Achcar - antes de migrar para os Estados Unidos. Antes de ingressar no ABT em 1997, dançou nos corpos de baile de Miami, Houston, Boston e Paris.